# 新斯克柳瓦特卡
48°1′28″N 32°57′15″E / 48.02444°N 32.95417°E
新斯克柳瓦特卡（烏克蘭語：Новоскелюватка），是烏克蘭南部的村莊，隸屬尼古拉耶夫州的巴什坦卡區。該村面積0.85平方公里，海拔高度80米，2001年人口99，人口密度每平方公里116.5人。